# GB C 4/5

GB C 4/5 2801 auf der Drehscheibe in Biasca

Die C 4/5 waren Heissdampf-Verbund-Schlepptenderlokomotiven der Gotthardbahn-Gesellschaft (GB), die 1908 von Maffei geliefert wurden. Sie erhielten bereits bei der GB die SBB-Nummern 2801–2808.

## Vorgeschichte
Die Gotthardbahn verwendete seit 1897 für die Beförderung der Express- und Schnellzüge Vierzylinder-Verbundlokomotiven der Serie A 3/5, die die ganze Linie Luzern–Chiasso mit ihren unterschiedlichen Steigungsverhältnissen durchfuhren. Diese Lokomotiven mit 90 km/h Höchstgeschwindigkeit führten auf den Tallinien Schnellzüge mit 320 Tonnen Anhängelast mit einer Geschwindigkeit von 60 km/h. Auf den Bergstrecken mit 27 ‰ Steigung beförderten sie 140 Tonnen Wagengewicht mit 40 km/h. Mit einer zweiten A 3/5 als Vorspannlokomotive wurde auf den Bergstrecken eine Zugsbelastung von 280 Tonnen bewältigt, während damals die höchstzulässige Zughakenbelastung 320 Tonnen betrug.
Mit der zunehmenden Verwendung von schweren vierachsigen Reisezugwagen wurden die Züge häufig so schwer, dass die A 3/5 als Vorspann nicht mehr ausreichte und eine dritte Maschine nachschieben musste. Die GB bestellte deshalb bei J. A. Maffei in München acht Vorspannmaschinen vom Typ Consolidation, die auf den Bergstrecken zusammen mit einer A 3/5 Schnellzüge bis zu 320 t Anhängelast mit einer Geschwindigkeit von 40 km/h ohne Schiebedienst befördern konnte. Auf den Talbahnstrecken hatten die Maschinen eine Geschwindigkeit von 65 km/h zu erreichen.

## Technik

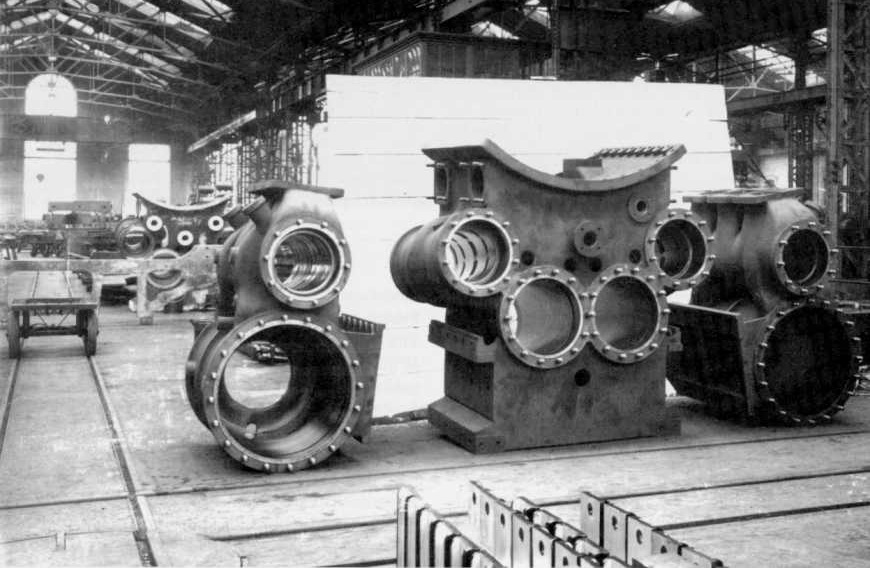
Zylinderblöcke einer 1905 im Bau befindlichen C 4/5 im Werk der Firma Krauss-Maffei

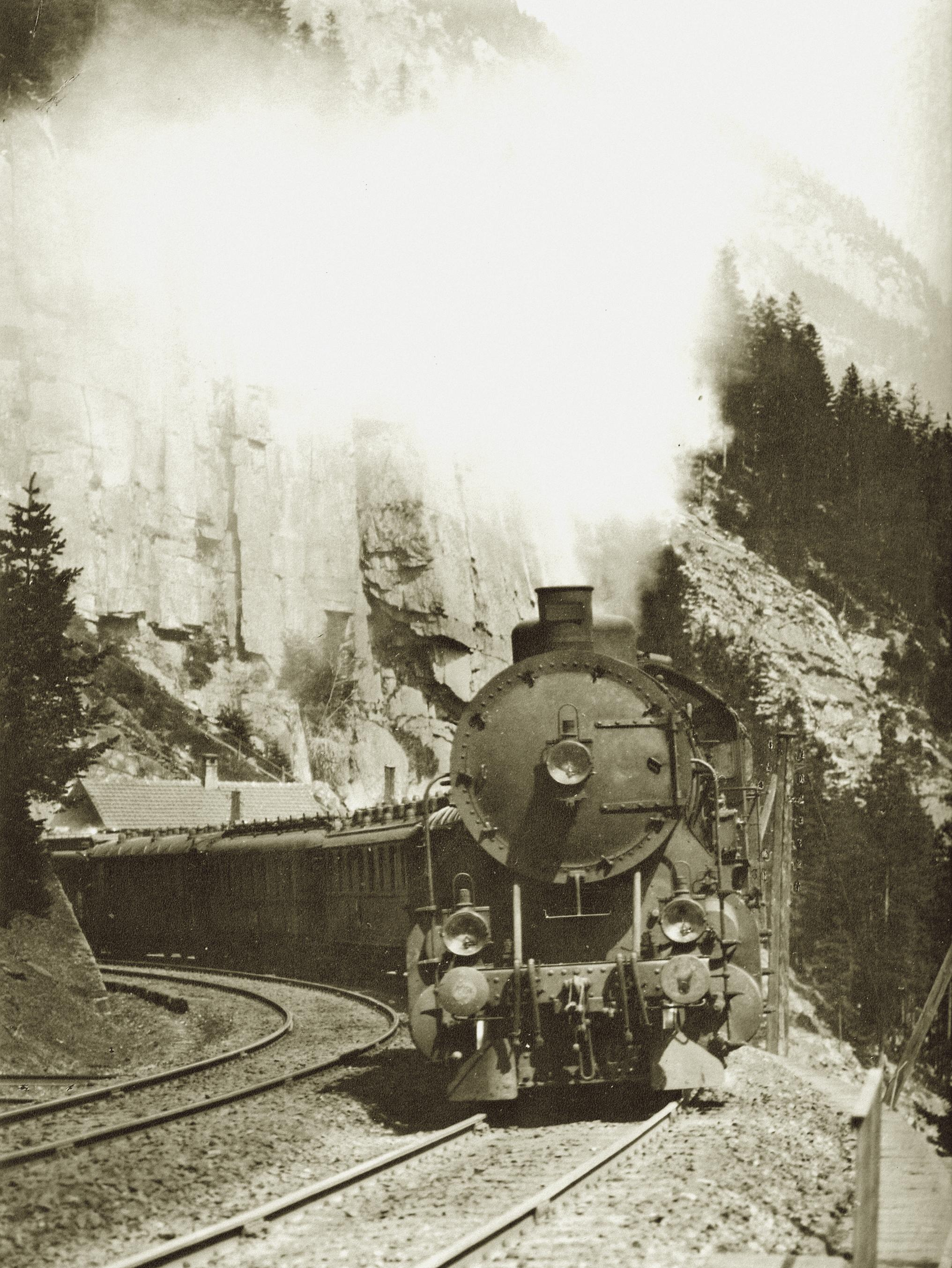
Bergwärts fahrender Expresszug mit schwerer Vorspann-Lokomotive C 4/5 auf der Gotthard-Nordrampe

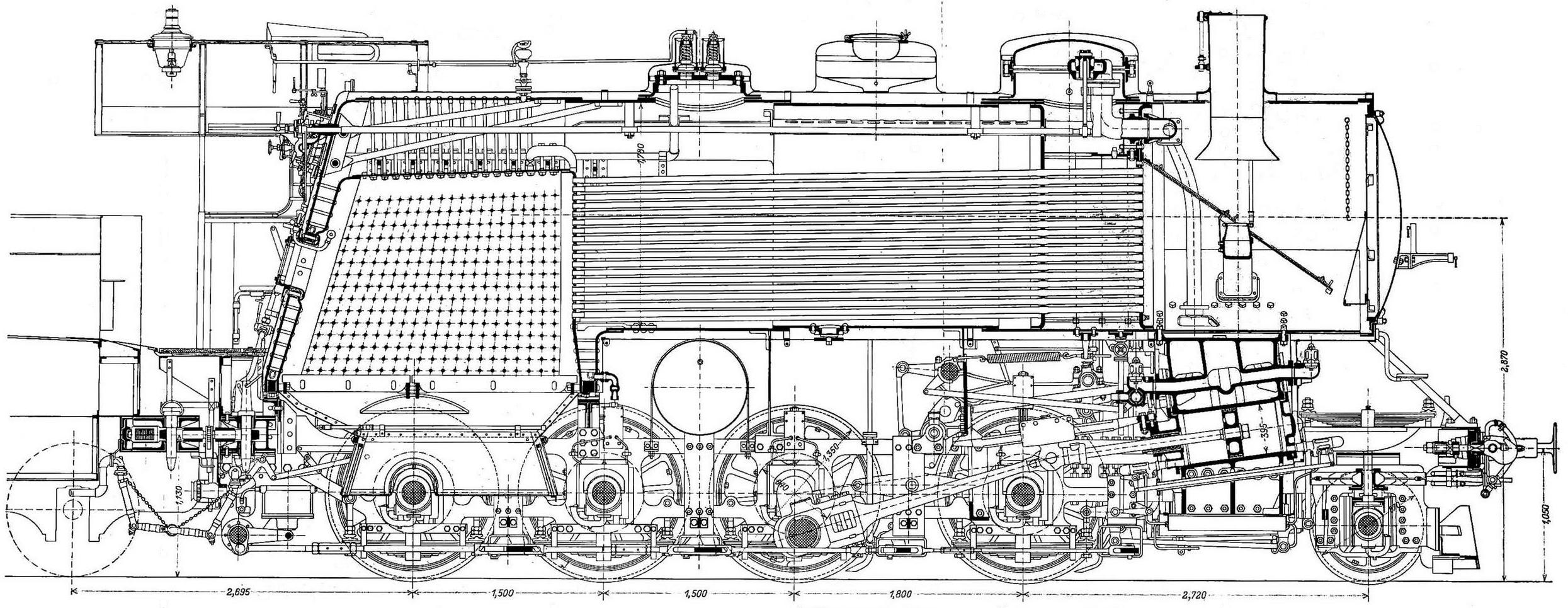
Typenskizze

Die C 4/5 ruhte auf einer vorderen Laufachse und hatte vier gekuppelte Achsen, von denen die zweite Triebachse war, auf die alle vier Zylinder wirkten. Der grosse Kessel mit 15 atm Arbeitsdruck erhielt wegen des grossen breiten Rostes, der über dem Rahmen und über den hinteren Triebrädern gelagert war, eine hohe Lage. Seine Kesselmitte lag 2870 mm über der Schienenoberkante. Der Langkessel mit 1780 mm mittlerem Durchmesser trug einen zweiteiligen geschweissten Dampfdom und zwei Pop-Sicherheitsventile. Unter dem Dampfdom war im Langkessel ein Clench-Dampftrockner eingebaut. Die Feuerbüchse mit einer Rostfläche von 4,07 m² war in üblicher Weise mit Stehbolzen am äusseren Feuerkasten befestigt. In der Rauchkammer war zur Verhütung des Funkenwurfes ein Funkengitter aus Eisendrahtgewebe angebracht.
Die Dampfentnahmen für die Injektoren, das Manometer, die Luftpumpe der Westinghousebremse und die Dampfheizung erfolgte an der äussern Feuerkastenhinterwand. Wegen der hohen Kessellage konnte die Dampfpfeife nicht wie üblich auf dem Führerstandsdach montiert, sondern musste davor auf der Decke des äussern Feuerkastens angebracht werden. Für die Kesselspeisung waren im Führerstand zwei Friedmann-Injektoren angebracht; die während der Bergfahrt stets diejenige Wassermenge in den Kessel speisten, die der jeweiligen Kesselleistung entsprach.
Der geschmiedete Barrenrahmen gab der Lokomotive ein elegantes Aussehen. Er bot gegenüber dem bisher üblichen Blechrahmen die Vorteile besserer Übersicht und leichterer Zugänglichkeit für die innern Triebwerkteile der Maschine. Dank des geringeren Gewichts des Barrenrahmens konnte der Kessel grösser und leistungsfähiger gebaut werden. Die ersten drei gekuppelten Achsen waren fest im Rahmen gelagert, während die hinterste Kuppelachse beidseitig je 10 mm Seitenspiel hatte. Zum leichteren Durchfahren der Kurven war die Spurkranzstärke der Triebachse 5 mm verringert. Die vordere Laufachse war als Adamsachse ausgebildet und wurde durch eine Doppelblattfeder in die Mittellage zurückgeführt. Die Abfederung aller Achsen erfolgte durch Blattfedern, die bei den gekuppelten Achsen unterhalb der Achsbüchsen, bei der Laufachse oberhalb angeordnet waren. Die Tragfedern der Laufachse und der zwei vorderen gekuppelten Achsen sowie diejenigen der beiden hinteren Kuppelachsen waren durch Ausgleichhebel miteinander verbunden.
Die vier Zylinder des Triebwerks lagen alle nebeneinander hinter der Laufachse und unter der Rauchkammer. Die beiden Hochdruckzylinder waren innerhalb des Rahmens angeordnet und zusammen mit den Kolbenschiebergehäusen aus einem Stück gegossen, das oben mit der Rauchkammer fest verschraubt war. Das ganze Gussstück bildete zugleich eine kräftige Rahmenversteifung. Die ausserhalb des Rahmens angeordneten Niederdruckzylinder waren mit den Hochdruckzylindern verschraubt. Alle vier Zylinder hatten Kolbenschieber. Die Hochdruck-Kolbenschieber hatten einfache innere Einströmung, während die Niederdruck-Kolbenschieber zur Vermeidung von Druckverlusten mit doppelter Ein- und Ausströmung ausgeführt waren. Eine Anfahrvorrichtung ermöglichte die Speisung der Niederdruckzylinder mit Frischdampf. Die Dampfverteilung in den Hoch- und Niederdruckzylindern erfolgte durch eine gemeinsame aussenliegende Heusinger-Steuerung, die den Niederdruckschieber in gewohnter Weise direkt antrieb, während der Hochdruckschieber durch eine Übertragungswelle bewegt wurde. Die Hochdruck- und die Niederdruckkurbeln waren unter sich um 90° versetzt; das rechte Kurbelpaar eilte dem linken um 90° voraus.

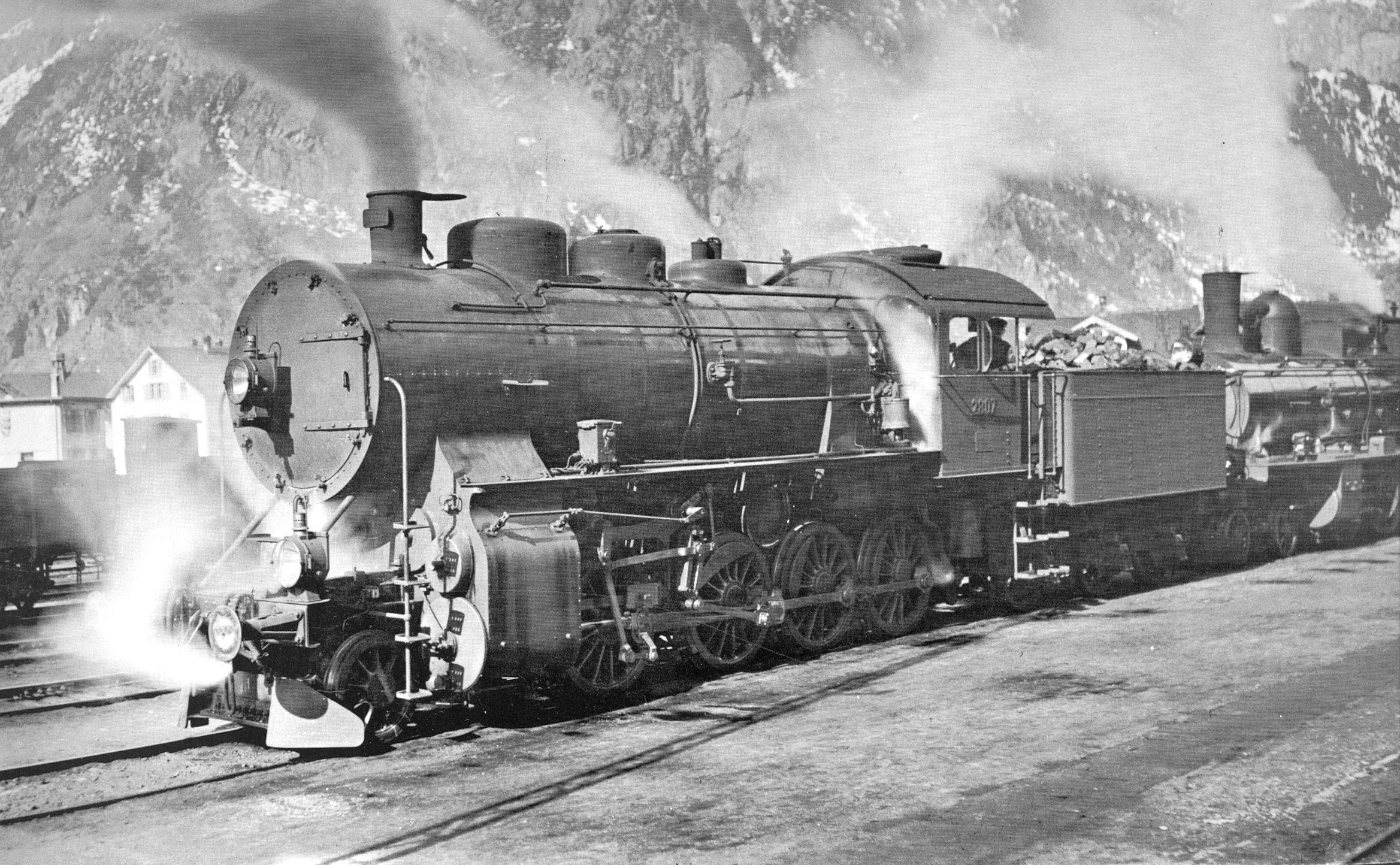
C 4/5 Nr. 2807 im Einsatz als Vorspannlokomotive

Die Lokomotive war mit der Westinghouse-Doppelbremse ausgerüstet. Die automatische Bremse wirkte auf die Räder der vier gekuppelten Achsen einseitig und auf alle Tenderräder beidseitig. Die Regulierbremse dagegen wirkte nur auf die Tenderräder, die auch mit einer Spindelbremse gebremst werden konnten.
Die Lokomotiven waren mit einem Klose-Geschwindigkeitmesser, einer Sandstreueinrichtung nach System Leach, einem weiteren durch Handzug zu bedienenden Sandstreuer und mit Dampfheizung ausgerüstet. Die Schmierung der Kolbenschieber und der Dampfkolben erfolgte auf jeder Lokomotivseite mit einer Friedmann-Schmierpumpe.
Der dreiachsige Tender entsprach jenem der A 3/5 931–938 und besass einen aussenliegenden Blechrahmen. Der oben hufeisenförmig gebaute Wasserkasten war unten und zwischen den Rahmenblechen unter dem für das Brennmaterial bestimmten Raum durchgezogen. Lokomotive und Tender waren durch eine kräftige Schraubenkupplung und zwei Noteisen miteinander verbunden.
1913 bis 1916 wurden die Clench-Dampftrockner durch Schmidt-Überhitzer ersetzt.

## Betriebseinsatz und Nachbau

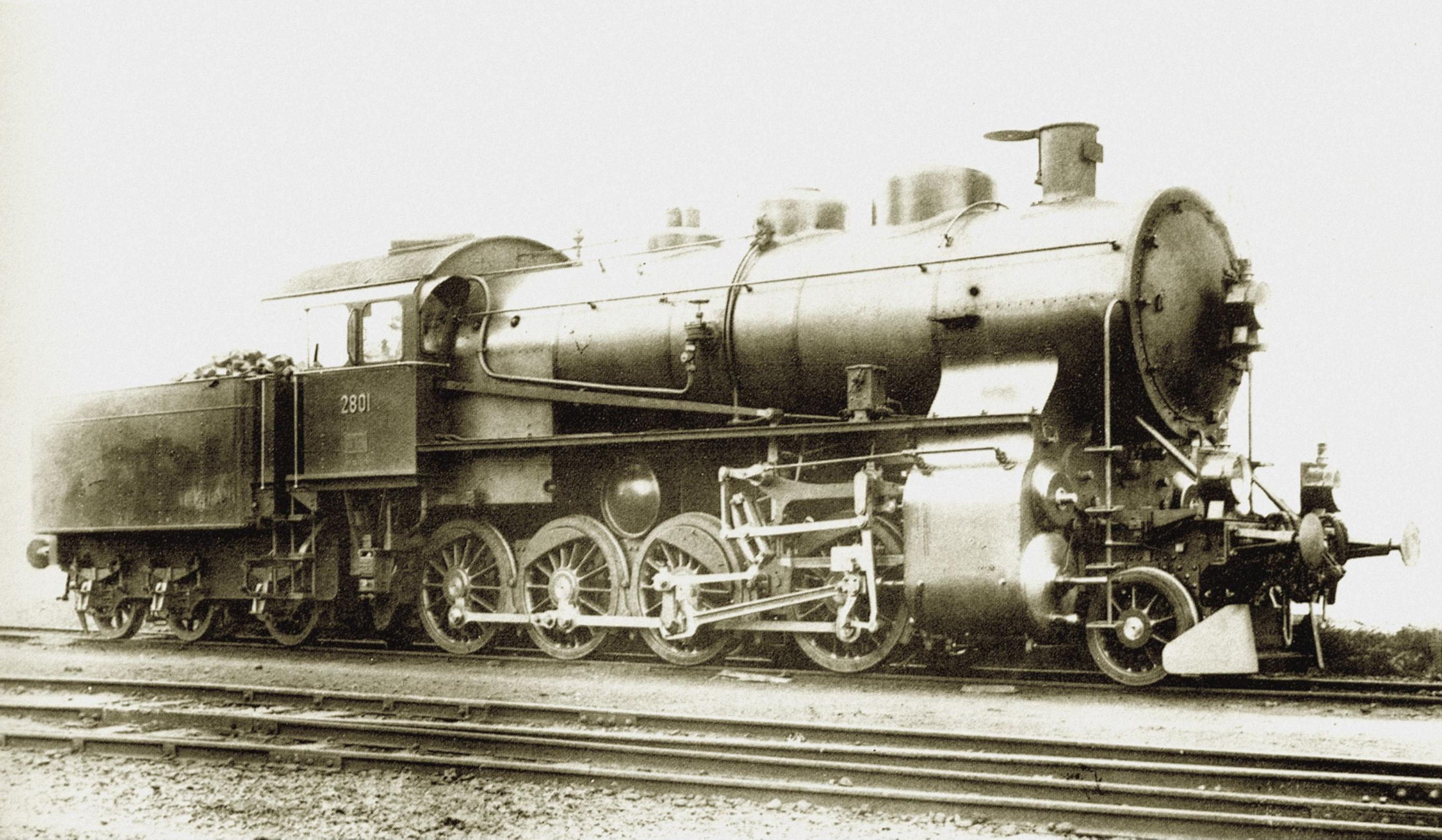
C 4/5 Nr. 2801

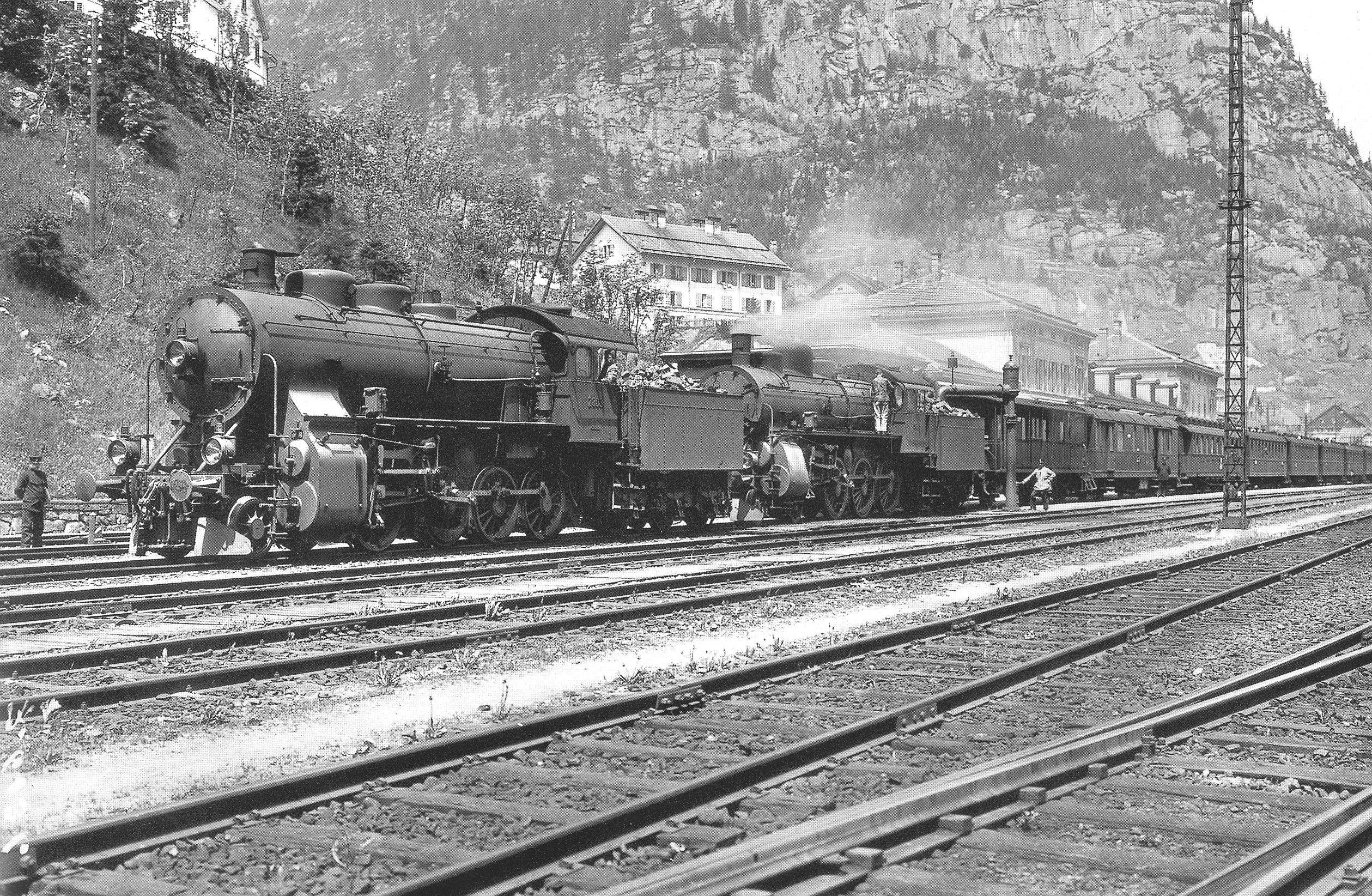
Ein Gotthard-Schnellzug mit Vorspann C 4/5 und Schnellzugslokomotive A 3/5 931–938 hat um 1910 die Nordrampe erklommen und den Bahnhof Göschenen erreicht. Während die Vorspannlokomotive abgekuppelt wird, nehmen die Reisenden im Bahnhofbuffet oder auf dem Perron eine Verpflegung zu sich.

Bereits bei der Ablieferung im Jahre 1906 erhielten die C 4/5 die SBB-Nummern 2801–2808. Als 1909 die Gotthardbahn-Gesellschaft verstaatlicht wurde, kamen die acht Lokomotiven zu den Bundesbahnen. Die leistungsfähigen Maschinen entsprachen den gestellten Anforderungen und bewährten sich als Vorspannlokomotiven. Sie beförderten schwere Schnell-, aber auch Güterzüge auf den längeren Bergrampen mit der beachtlichen Geschwindigkeit von 40 km/h. Wegen der fortschreitenden Elektrifizierung wurde die kleine Lokomotivserie 1925 ausrangiert.
Als im Jahre 1915 die Königlich Bayerische Staatsbahn weitere 1'D-Lokomotiven beschaffte, liess sie die verlässliche C 4/5 der Gotthardbahn weitgehend nachbauen und reihte sie als G 4/5 H in ihren Bestand ein. Mit 230 Exemplaren war die Lokomotive zur Zeit der Reichsbahn in ganz Deutschland vertreten und zählte zu den zuverlässigsten, wirtschaftlichsten und leistungsstärksten Maschinen dieser Gattung.